# 薩氏岩頭長頜魚
薩氏岩頭長頜魚為輻鰭魚綱骨舌魚目象鼻魚科岩头长颌鱼属的其中一種，分布於非洲剛果河及尼日河流域，體長可達17.5公分，棲息在底層水域，可作為食用魚。